# Steviopsis adenosperma
Steviopsis adenosperma là một loài thực vật có hoa trong họ Cúc. Loài này được (Sch.Bip.) B.L.Turner miêu tả khoa học đầu tiên năm 1988.